# Есть меч — могу путешествовать
«Есть меч — могу путешествовать» (кит. трад. 保鏢, палл. Бао бяо — «Телохранитель») — гонконгский фильм с названием, позаимствованным из американского телесериала «Have Gun, Will Travel» и сюжетом, типичным для вестерна. Другое русское название — «Путешествие с мечом».

## Сюжет
Охранное агентство Инь Кэфэна известно тем, что способно доставить что угодно куда угодно, и никакие бандиты не могут помешать отважным воителям в их пути. Однако сам Инь стареет, и в этом году он не уверен, что сможет защитить правительственный караван с 200 тысячами серебром внутри. Помочь мастеру с эскортом берутся его ученики, но злобный бандит Цзяо (Гу Фэн) и его люди уже готовят засаду…

## В ролях
- Ли Цзин — Юнь Пяопяо
- Ти Лун — Сян Дин
- Дэвид Цзян — Ло И
- Чин Мяо — Инь Кэфэн
- Ку Фэн — Цзяо Сюн
- Вон Чун[кит.] — Тень Призрака
- Чжэн Лэй — Ван Цюнь
- Ван Гуанъюй — человек Иня
- Чэнь Син — Мао Бяо
- Хун Лау — Чжу Тяньхао
- Лю Ган — Лэй Хун
- Клифф Лок[англ.] — Вэнь И
- Чен Хонъип — Ян Ханьчу
- Вон Чхинхо — правительственный чиновник

## Кинопрокат в Гонконге
Премьера состоялась 25 декабря 1969 года. Общая сумма кассовых сборов от домашнего проката, проходившего по 8 января 1970 года, составила чуть больше 1 миллиона гонконгских долларов, что позволило фильму занять пятое место в списке самых кассовых фильмов Гонконга за 1969 год.

## Оценки
Картина получила положительные оценки кинокритиков.